# Tu (volk)
De Tu of Monguor (Eigennaam: Chaaghaan mongghol; Vereenvoudigd Chinees: 土族; pinyin: Tǔzú) zijn een volk in China, dat wordt erkend door de Chinese overheid als een van de 56 officieel erkende etnische groepen in China. De Tu spreken een Mongoolse taal, die eveneens Tu heet. De overeenkomsten tussen het Tu en het Mongools zijn zeer groot, alleen heeft het Tu meer leenwoorden uit het Chinees en Tibetaans.

## Religie
Religie speelt een belangrijke rol in het dagelijkse leven van de Tu. Tibetaans boeddhisme speelt al zeer lang in rol in de religie van de Tu. Sinds hun contact met de Han-Chinezen honderden jaren geleden, speelt het taoïsme ook een belangrijke rol in de levensovertuiging van de Tu. Van de Tibetanen hebben zij het boeddhisme overgenomen en van de Han hebben zij diverse Chinese goden overgenomen. Ook voorouderverering hebben zij van de Han. De Chinese goden waaraan de Tu veel belang aan hechten zijn: Guan Di, Erlang Shen, Keukengod, Familiebeschermingsgod, Deurgoden, Cai Shen en Guanyin. 
De Familiebeschermingsgod is voor elke familie anders. De familie kiest een bepaalde godheid als favoriet. In elk huis staat een altaar voor Zaoshiye, echtgenote van de Keukengod (Zaojun Niangniang) en voor Baima Tianjiang. Bij chuxi, oudejaarsdag in de Chinese kalender, worden de goden in huis verwelkomt door allerlei offerandes. Er worden dan takken van de pinales in de binnentuin van het huis verbrand. Boven het vuur wordt eetbare olie en slierten mie gegooid. Daarna wordt de koutou uitgevoerd. Op dezelfde tijd wordt er geofferd aan de Deurgoden en de Keukengod door onder andere rode kaarsen aan te steken.
Het gebied waar de Tu leven is meestal in een bergomgeving, daarom vormt de Berggod een belangrijke rol in de religie van de Tu. Bij de ingangen van dorpen van de Tu is er een hoopje aarde dat een bergvorm heeft. Op de top van het hoopje aarde staat een houten plank met daarop de naam van de Berggod. Ze geloven dat de Berggod hen kan behoeden voor stortregens en de families in het dorp kan beschermen.
Achang · Akha · Bai · Baima · Blang (Bulong) · Bonan · Buyi · Dai · Daur · De'ang · Dong · Dongxiang · Drung · Evenken · Gaoshan (Taiwanese aboriginals) · Gelao · Gin (Vietnamezen) · Han · Hani · Hlai (Li) · Hui · Jingpo · Jino · Kazachen · Kirgiezen · Koreanen · Lahu · Lhoba · Lisu · Mantsjoes · Maonan · Miao (Hmong) · Mongolen · Monpa (Menba) · Mulam (Mulao) · Nanai (Hezhe) · Naxi · Nu · Oeigoeren · Oezbeken · Oroqen · Pumi · Qiang · Russen · Salar · She · Sui · Tadzjieken · Tataren · Tibetanen (Zang) · Tu · Tujia · Wa (Va) · Yao · Yi · Yugur · Xibe · Zhuang